# عارف رحمان
عارف رحمان (انگلیسی: Aarif Rahman؛ زادهٔ ۲۶ فوریهٔ ۱۹۸۷) بازیگر، خواننده و ترانه‌سرا عرب‌تبار اهل هنگ کنگ است.
از فیلم‌ها یا برنامه‌های تلویزیونی که وی در آن نقش داشته‌است، می‌توان به بروس لی، برادرم، جنگ سرد و کونگ فو یوگا اشاره کرد.